# Three Rivers (dystrykt)
Three Rivers – dystrykt w hrabstwie Hertfordshire w Anglii. Utworzony 1 kwietnia 1974 z połączenia dystryktów: Rickmansworth Urban District i Chorleywood Urban District oraz części Watford Rural District.
Nazwa dystryktu pochodzi od trzech rzek: Chess, Gade i Colne.

## Miasta
- Rickmansworth

## Inne miejscowości
Chorleywood, Eastbury, Abbots Langley, Bedmond, Croxley Green, Heronsgate, Hunton Bridge, Loudwater, Maple Cross, Sarratt, South Oxhey.